# François Collignon
Pour les articles homonymes, voir Collignon.
François Collignon (Nancy, vers 1609 - Rome, 18 janvier 1687) est un graveur, marchand d'estampes et éditeur français.

## Biographie
Élève et imitateur de Jacques Callot, il s’installe en Italie comme marchand d'estampes vers 1630 et devient l'éditeur de nombreux artistes comme Pietro Testa, Cornelis Bloemaert, Pietro da Cortona, Nicolas Poussin, Charles Le Brun, Simon Vouet ou Jean Le Pautre. 
On lui doit de nombreux paysages, des Bâtiments de Rome, des Vues de Florence et une Ville de Malte qui furent longtemps utilisés en histoire de l'architecture.
À sa mort, son stock de marchand est racheté par Arnold van Westerhout qui ouvre boutique à Rome.

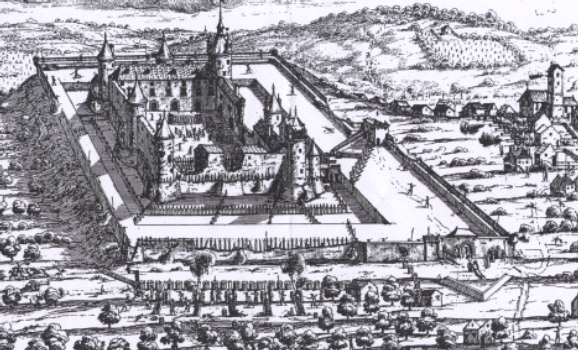
Le Château de Moyen (n. d.).
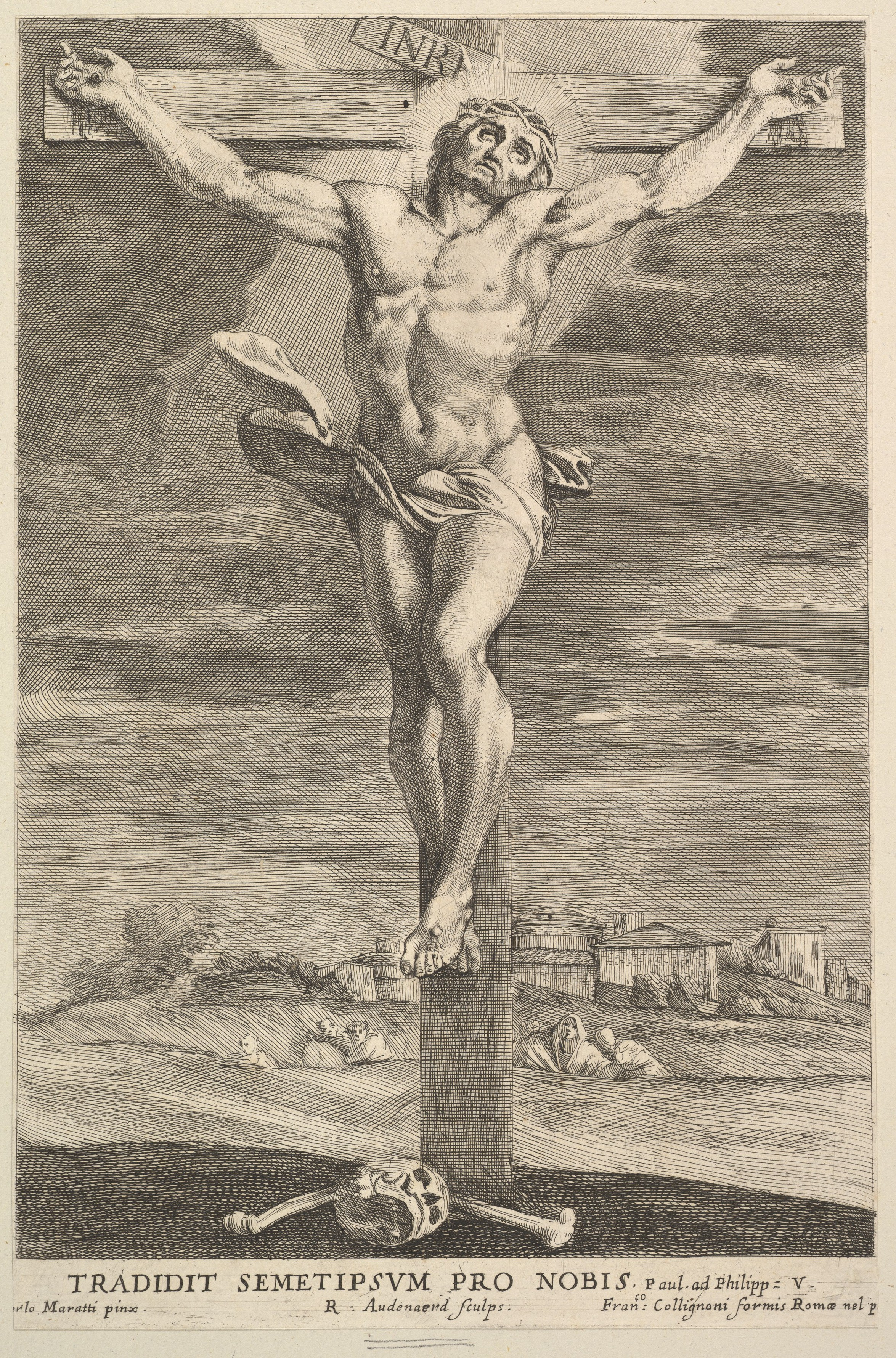
Crucifixion (1670–90, Metropolitan Museum of Art).
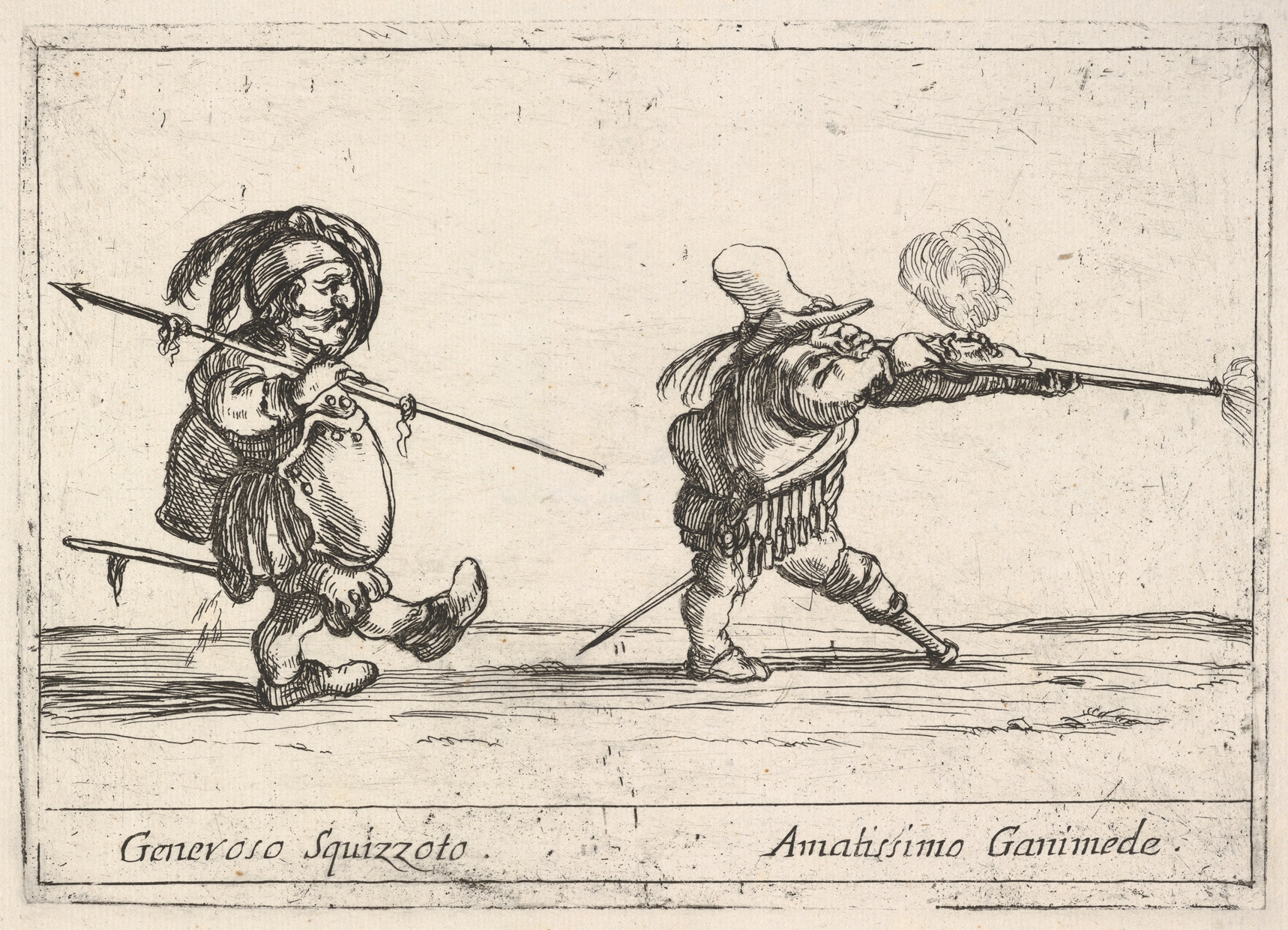
Estampe faisant partie des Six grotesques, d'après les figures de Jacques Callot (1684, Metropolitan Museum of Art).